# Sceaux (Yonne)
Sceaux korábbi község (település) Franciaországban, Saône-et-Loire megyében. 2019. január 1-jén további 4 korábbi községgel egyesült és azokkal együtt Guillon-Terre-Plaine új község része lett.
Lakosainak száma 129 fő (2018. január 1.). Sceaux Angely, Athie, Magny, Montréal, Saint-André-en-Terre-Plaine, Sauvigny-le-Bois, Trévilly és Cussy-les-Forges községekkel határos.

## Népesség
A település népessége az elmúlt években az alábbi módon változott:
| Lakosok száma | 130  | 131  | 136  | 130  | 129  |
|               | 2013 | 2015 | 2016 | 2017 | 2018 |